# Gare de Plouaret-Trégor
Gare de Plouaret-Trégor – stacja kolejowa w Plouaret, w departamencie Côtes-d’Armor, w regionie Bretania, we Francji.
Stacja została otwarta w 1865 przez Compagnie des chemins de fer de l'Ouest. Dziś jest stacją kolejową Société nationale des chemins de fer français (SNCF), obsługiwaną przez pociągi TGV Atlantique kursujące między Paryżem-Montparnasse, Brest i Lannion oraz regionalne TER Bretagne.